# Orgelmuseum Gulangyu
Het Orgelmuseum is een museum op het Chinese eiland Gulangyu waar meer dan honderd orgels worden tentoongesteld.
Het museum werd in 2005 opgericht door Hu Youyi, een Chinees die op het eiland geboren was. Het is gehuisvest in een historische villa. De collectie bestaat uit orgels uit de Verenigde Staten, Groot-Brittannië, Duitsland, Nederland en Australië. Er is ook een Chinees rietorgeltje. Hu's levensdoel was om op Gulangyu het grootste en mooiste orgelmuseum ter wereld te maken.
In de hal staat een 6 meter hoog historisch drieklaviers orgel met 1350 pijpen, gemaakte door Norman & Beard in 1909. Voorheen stond dit orgel in Engeland in de Cradley Heath Methodist Church, waar in 2003 organist Paul Carr zijn 100ste recital hierop gaf. Een dag later werd het orgel ontmanteld, omdat de kerk gesloten werd.

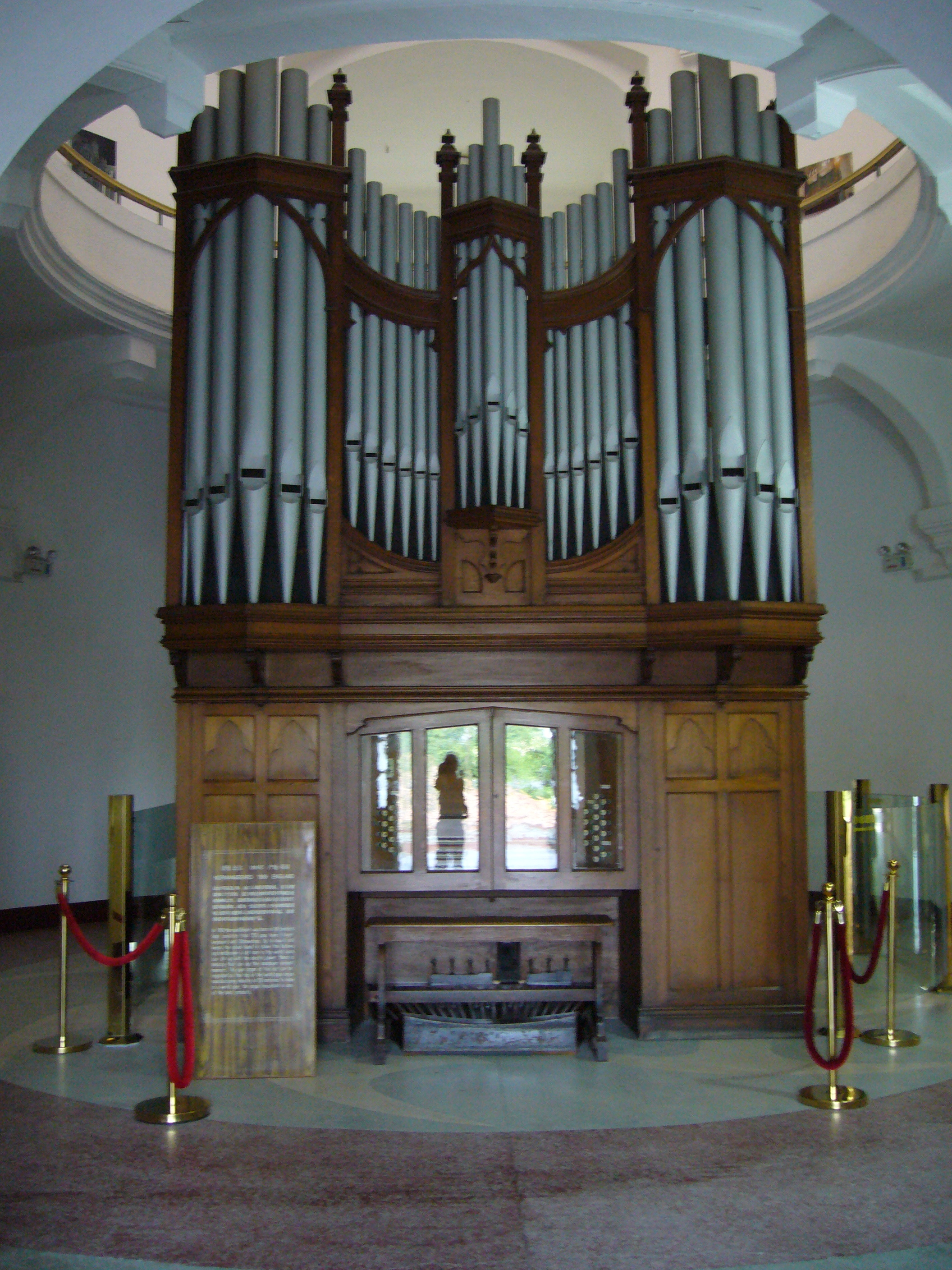
Norman & Beard
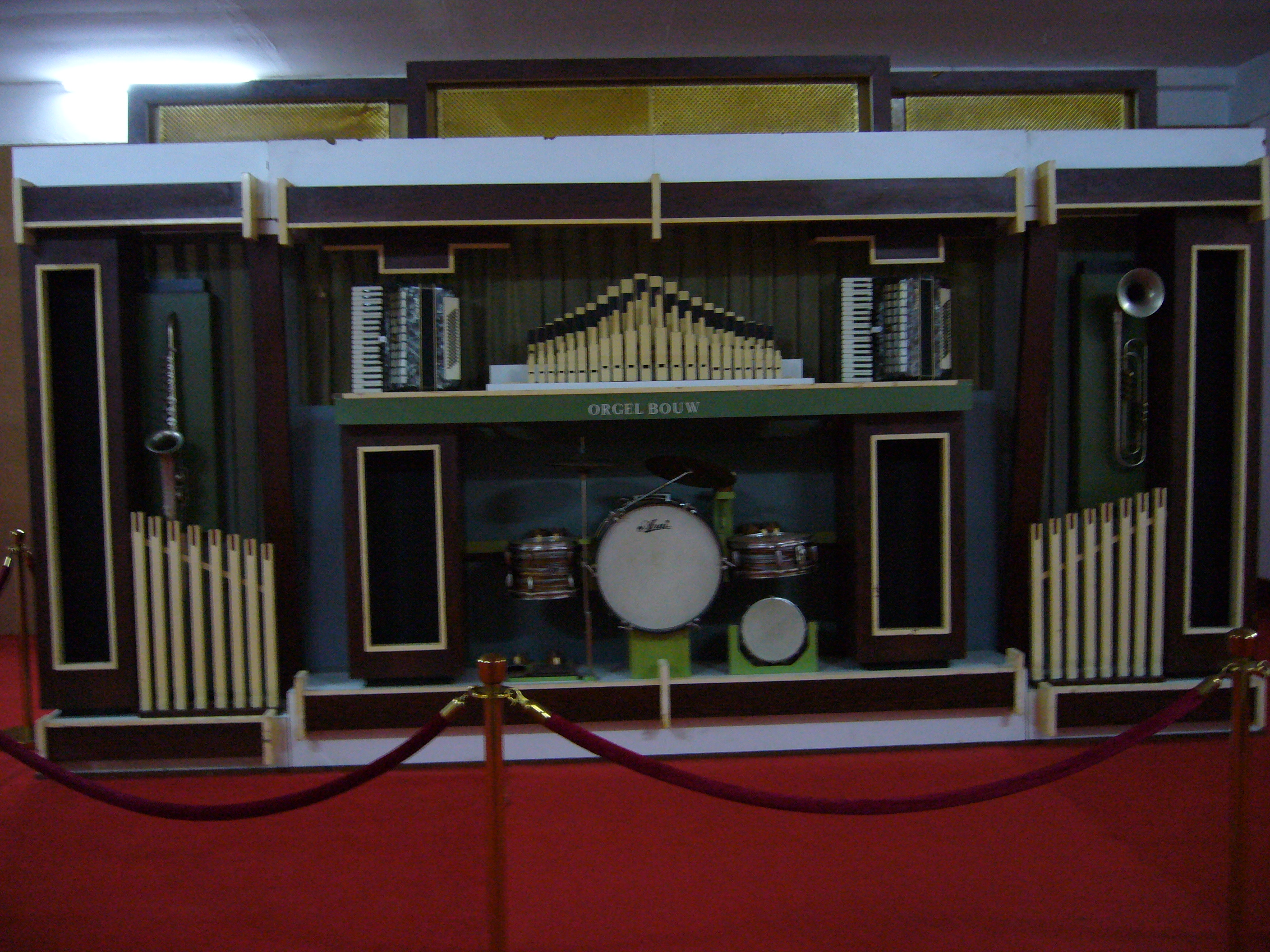
Orgel Bouw